# Píseň modrých hor
Píseň modrých hor (op. 25) je pohádková opera o prologu a dvou dějstvích (popřípadě třech dějstvích) českého skladatele Josefa Bartovského na libreto Quida Marii Vyskočila. Premiéra se konala 25. března 1925 Městském divadle v Plzni.

## Vznik, charakteristika a historie
Josef Bartovský vyučoval od konce první světové války na učitelském ústavu v Plzni a významně se podílel na plzeňském hudebním životě. Navázal také vztahy s plzeňským městským divadlem, pro které napsal – po operní prvotině U zlatého slunce určené pro ochotníky – svou první operu pro profesionální divadlo. Libreto vzniklo skladatelovou úpravou pohádkové symbolistické aktovky dobově populárního spisovatele Quida Marii Vyskočila Kouzlo jara a mládí, kterou Vyskočil následně zveršoval.
Opera vznikla roku 1924 a již následujícího roku byla uvedena v plzeňském divadle, a to v úpravě Jindřicha Jindřicha a v režii Vladimíra Marka, přičemž orchestr dirigoval Antonín Barták. Podle zpráv v tisku byl úspěch bouřlivý a skladateli se dostalo četných květinových darů.
Po plzeňském úspěchu byla Bartovského opera podle novinových zpráv přijata k provozování na operních scénách ve Frankfurtu nad Mohanem a Lipsku, přičemž německý překlad a scénickou úpravu pro tuto příležitost pořídil plzeňský spisovatel J. Tanzer, k uvedení však nedošlo. Rovněž ohlašované nastudování ve Slovenském národním divadle v Bratislavě se nakonec neuskutečnilo. Kvůli nárokům na výpravu a ústupu zájmu o pohádkově-symbolistické náměty, charakteristické pro počátek 20. století, se tak Píseň modrých hor na jeviště po plzeňském nastudování už nevrátila.

## Osoby
| osoba | hlasový obor |
| --- | ------------ |
| Orion, král polárních krajů                                                                                               | bas          |
| Henna, jeho choť | mezzosoprán  |
| Thiris, jejich dcera | soprán       |
| Alkyon, bratr králův | baryton      |
| Princ, syn Alkyonův | tenor        |
| Kastelán | tenor        |
| Děvče modrých hor | soprán       |
| Žalářník | němá role    |
| Páže | soprán       |
| Dvořané a družina krále Alkyona; hvězdy Velkého a Malého vozu, ledová bytost, cizinka, lovec severních krajin – tanečníci |              |

## Děj opery

### Prolog
(Síň na hradě Oriona, krále polárních krajů) Alkyon, bratr krále Oriona, usiluje o jeho trůn, ale zejména o Orionovu manželku Hennu, do níž je bezhlavě zamilován. Protože byl vykázán od dvora, přichází v přestrojení za potulného pěvce. Zpívá králi píseň o bílé hvězdě. Pak ale smluveným znamením přivolá zbrojnoše, kteří se zmocní celého hradu a zajmou Oriona, Hennu i jejich dcerku Thiris. Alkyon dává Thiris odvést, Oriona uvrhne do věže a Henny se zmocní.
(Proměna – Kobka ve věži) Orion je držen v místnosti bez oken, přikován k železnému kruhu, a čeká na smrt. Pomůže mu však němý žalářník, protože zatímco Orion mu kdysi zachránil život, Alkyon ho dal zmučit a vytrhnout mu jazyk. Žalářník nemůže svrženého krále vyvést z vězení, zato však kopím vyvrátí ze žalářní zdi jeden z kamenů, za nímž Orion nalezne čarodějnou knihu. Sává se do studia magie. Hned na první straně přečte kouzlo, které jej vysvobodí: zdi kobky se rozestoupí, jeho okovy se rozplynou a Orion může volně vyjít do mrazové polární noci.
(Proměna – Ledové pobřeží) Z Alkyonova vztahu s Hennou se narodil stonavý princ. Henně se podařilo uprchnout z Alkyonových nenáviděných rukou a s chlapcem v náručí běží pryč. Vzpomíná přitom na svou domovinu, zemi modrých hor daleko na jihu, odkud byla kdysi násilně odvedena. Přála by si, aby její muž i dcera byli svobodni a všichni se mohli odebrat do její rodné země. Alkyon ji dostihne a snaží se ji prosbami i výhrůžkami přimět k návratu. Když Henna odmítá, posílá své zbrojnoše, aby ji zajali. Henna před nimi uteče na vrcholek ledové kry. Proklíná Alkyona a prorokuje mu, že až uslyší píseň modrých hor, zemře. Alkyonovi se na poslední chvíli podaří Henně vyrvat jejich synka, ale Henna sama se vrhá z vysokého ledového útesu do mrazivé vody.

### 1. dějství

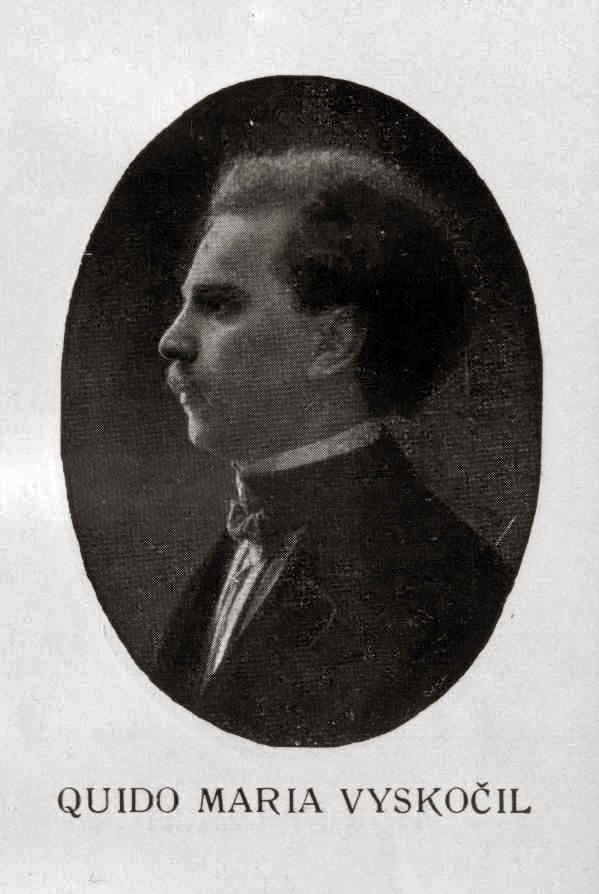
Quido Maria Vyskočil, autor libreta opery Píseň modrých hor.

(Trůnní síň Alkyonova) Uplynulo mnoho let. Alkyonův syn, princ dospěl, ale stále churaví pod tíhou snu, který se mu každou noc zdává. Otec pro něj dává každý den pořádat slavnost, aby hocha přivedl na veselejší myšlenky, a současně hledá pomoc. Dnes dal povolat čaroděje, jehož pověst dolehla až sem. Netuší, že je to Orion, jenž chce využít příležitosti, aby se bratru pomstil usmrcením jeho syna. Dočetl se totiž ve své knize, že princ zemře, zamiluje-li se do své poloviční sestry Thiris, již nikdy neviděl. Na rozdíl od Alkyona poznává kastelán v Orionovi svého bývalého pána a vypravuje mu o princových snech. Vzápětí přinášejí Alkyonovi muži prince a ten popisuje, jak se mu ve snu zjevila krásná žena v modrých horách, která zpívala krásnou, podivnou píseň. Alkyon v ženě ze snu poznává Hennu a cítí, že se její kletba blíží naplnění. Potlačí však svůj strach a dává znamení k započetí slavnosti.
Začíná balet mrazivé krásy. Tančí hvězdy Velkého a Malého vozu, jako poslední Polárka, z velké ledové kry se vyloupne krásná chladná tanečnice. Ale Orion svými kouzly zasáhne: světla pohasnou a objeví se tropická krajina s palmami, vysokými modrými horami a vodopády. K domorodé cizince přichází lovec oděný do severských kožešin. Cizinka přijímá jeho vyznání, obtočí mu krk perlovým náhrdelníkem a oba odcházejí. Když se světla znovu rozsvítí, zmámený princ vyhlíží z okna: snaží se zahlédnout dívku z modrých hor. Alkyon je zjevením zděšen a rozzuřen a dvořané se mu raději klidí z cesty.

### 2. dějství
(Park u Alkyonova hradu) Alkyon přikázal zničit na hradě vše, co by princi (i jemu) mohlo připomenout jeho nebezpečný sen. Kastelán potají předává pážeti do opatrování palmu, již se mu podařilo před královým hněvem uchránit. Zde je nalezne princ. Posílá páže pro loutnu, aby mu mohlo zazpívat, a pak se kastelána vyptává na význam svého snu i na své matné vzpomínky z dětství na noc, kdy zahynula jeho matka. Kastelán se zdráhá princi říci něco přesnějšího, potvrzuje mu však, že nad jeho narozením visí kletba zločinu. Rychle pak zmizí, když spatří přicházet Alkyona. Páže se vrací s loutnou a zpívá písně, neuklidní však jimi mysl ani prince, ani jeho otce.
Pak kastelán přivádí Oriona; ten představuje Alkyonovi a princi svou dceru. Když oba mladí lidé osamí, Thiris, ponoukána otcem i soucitem s churavým princem, nabízí princi jako lék svou lásku, a tím mu nevědomky hrozí smrtí. Princ v Thirisině tváři shledává rysy ženy, kterou viděl ve snách, a už se ji chystá obejmout, když spatří na jejím krku náhrdelník věnovaný kdysi jeho matkou jeho otci. Pochopí tedy, že Thiris je jeho sestra.
Orion se vrací a zjišťuje, že zasáhla vyšší moc a čáry z jeho knihy se minuly účinkem. Zato Alkyonův osud se naplňuje. Jeho ledové království se bortí pod náporem neznámé moci a zaznívá píseň modrých hor. Aby vyplnil Henninu věštbu, sám spolkne prudký jed, jejž nosil ukrytý v prstenu. Před smrtí se vyznává ze svých zločinů. Severský park se promění v tropickou zahradu a vystupuje děvče modrých hor se svou písní, jež Alkyonovi přinesla smrt, ale jeho synovi uzdravení. Princ sám uvádí Oriona na trůn, který mu po právu náleží, a všichni slaví nejvyšší božstvo – lásku, která i kletby a černá kouzla dokáže obrátit v dobro.